# Щербаков, Юрий Андреевич
Юрий Андреевич Щербаков (17 июня 1993, Порой, Липецкая область, Россия) — российский военнослужащий, гвардии сержант, командир отделения противотанковых управляемых ракет 200-й отдельной гвардейской мотострелковой бригады 14-го армейского корпуса береговых войск Северного флота. Герой Российской Федерации.

## Биография
Родился 17 июня 1993 года в селе Порой Трубетчинского сельского поселения Добровского района Липецкой области. Был воспитан и рос в Липецке.
В 2009 году Щербаков пошёл учиться в профессиональный лицей № 21 (ныне — Липецкий индустриально-строительный колледж), который окончил в 2012 году, в том же году был призван на срочную военную службу в артиллерийские войска. Отслужив один год, в 2013 году перешёл на контракт.
Дальнейшая служба проходила в береговых войсках Северного флота, в подразделении противовоздушной обороны 200-й отдельной мотострелковой Печенгской ордена Кутузова бригады, вошедшей в 2017 году в состав 14-го армейского корпуса, в посёлке Печенга, Мурманской области.
С 24 февраля 2022 года в составе своего подразделения принимал участие во вторжении на Украину.
Продолжает исполнять должностные обязанности.

## Звания и награды
- Герой Российской Федерации (Указом Президента Российской Федерации («закрытым») от 2023 года за мужество и героизм, проявленные при исполнении воинского долга, гвардии сержанту Щербакову, Юрию Андреевичу присвоено звание Героя Российской Федерации с вручением знака особого отличия — медали «Золотая Звезда». (Награда была вручена Герою 3 ноября 2023 года в Национальном центре управления обороной Российской Федерации министром обороны генералом армии С. К. Шойгу.)[1][3][4]
- Орден Мужества (2).
- Георгиевский крест (Россия, IV степень).
- Медаль Суворова.

Другие медали.